# 미스코리아 대구
미스 대구는 1982년부터 시작된 미스코리아의 대구광역시 지역 대회이다. 진, 선, 미 입상자에게는 본선에 진출 할 수 있는 기회가 주어진다.

## 입상자
| 연도   |        | 진 (眞) | 선 (善) | 미 (美) |
| ------ | ------ | ------- | ------- | ------- |
| 1982년 | 최미경 | 배문영  | 최은희  |         |
| 1983년 | 김선미 | 김진희  | 김태환  |         |
| 1984년 | 장시화 | 최은하  | 정명선  |         |
| 1985년 | 최은희 | 권은희  | 홍보선  |         |
| 1986년 | 권민경 | 신정실  | 오영주  |         |
| 1987년 | 장윤정 | 강은주  | 신은미  |         |
| 1988년 | 채화연 | 백미영  | 양애심  |         |
| 1989년 | 이윤영 | 신경애  | 이현주  |         |
| 1990년 | 이다은 | 우선정  | 강은숙  |         |
| 1991년 | 김현주 | 장주정  | 정주영  |         |
| 1992년 | 서연정 | 이정순  | 도유정  |         |
| 1993년 | 김영란 | 최혜경  | 문수진  |         |
| 1994년 | 최숙영 | 박정성  | 정민아  |         |
| 1995년 | 지은우 | 김은영  | 이미경  |         |
| 1996년 | 이자영 | 손현승  | 권지연  |         |
| 1997년 | 김륜희 | 여혜전  | 홍수정  |         |
| 1998년 | 서혜진 | 이정희  | 이승현  |         |
| 1999년 | 이정은 | 성민영  | 손혜임  |         |
| 2000년 | 손태영 | 김효진  | 서혜정  |         |
| 2001년 | 김지은 | 서현진  | 심효정  |         |
| 2002년 | 이재남 | 김언지  | 우승경  |         |
| 2003년 | 류미주 | 김은지  | 조미나  |         |
| 2004년 | 이효진 | 김도연  | 최현미  |         |
| 2005년 | 김유리 | 박수영  | 김민경  |         |
| 2006년 | 조아라 | 허안나  | 김효정  |         |
| 2007년 | 이겨레 | 황인혜  | 이은비  |         |
| 2008년 | 김민정 | 박선영  | 이지혜  |         |
| 2009년 | 서은미 | 공지영  | 한여란  |         |
| 2010년 | 김혜림 | 김하나  | 홍나리  |         |
| 2011년 | 신혜원 | 김진영  | 허지애  |         |
| 2012년 | 김나연 | 정영희  | 조선영  |         |
| 2013년 | 유예빈 | 이소영  | 서은진  |         |
| 2014년 | 김현희 | 여지은  | 백지현  |         |
| 2015년 | 박아름 | 오승현  | 도유리  |         |
| 2016년 | 김민정 | 박보경  | 최유리  |         |
| 2017년 | 김려은 | 김지원  | 이채연  |         |
| 2018년 | 송수현 | 김서원  | 손정은  |         |
| 2019년 | 이혜주 | 하석희  | 이하늬  |         |
| 2020년 | 이연제 | 김보리  | 금현민  |         |
| 2021년 | 이희원 | 김혜린  | 이인영  |         |

- 1982년, 1983년, 1985년, 1986년에는 미스 경북과 통합하여 선발하였다.

## 역대 참가자 사진

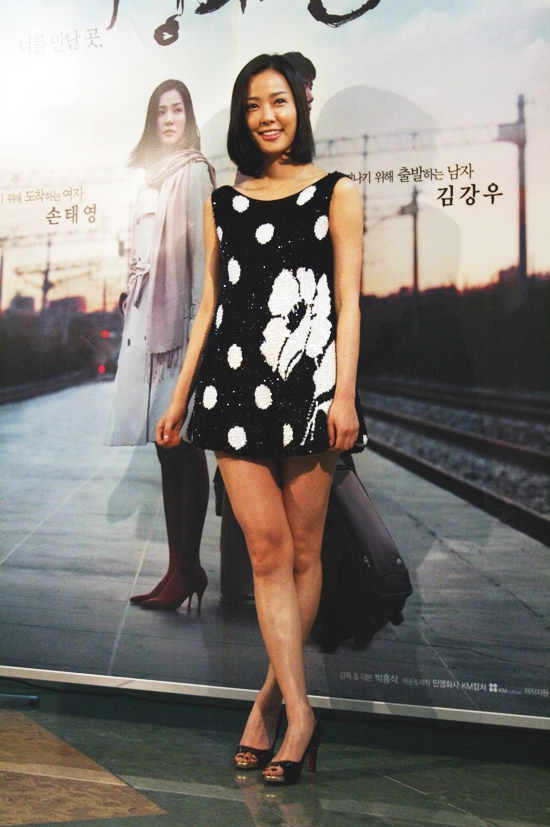
2000년 미스 대구 진 손태영, 2000년 미스코리아 미
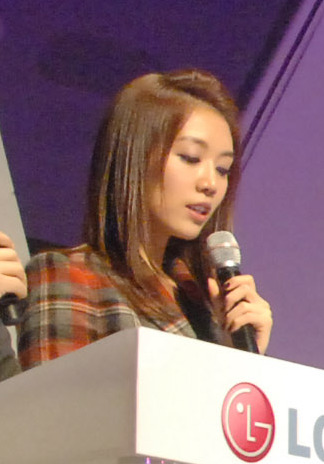
2001년 미스 대구 선 서현진, 2001년 미스코리아 선
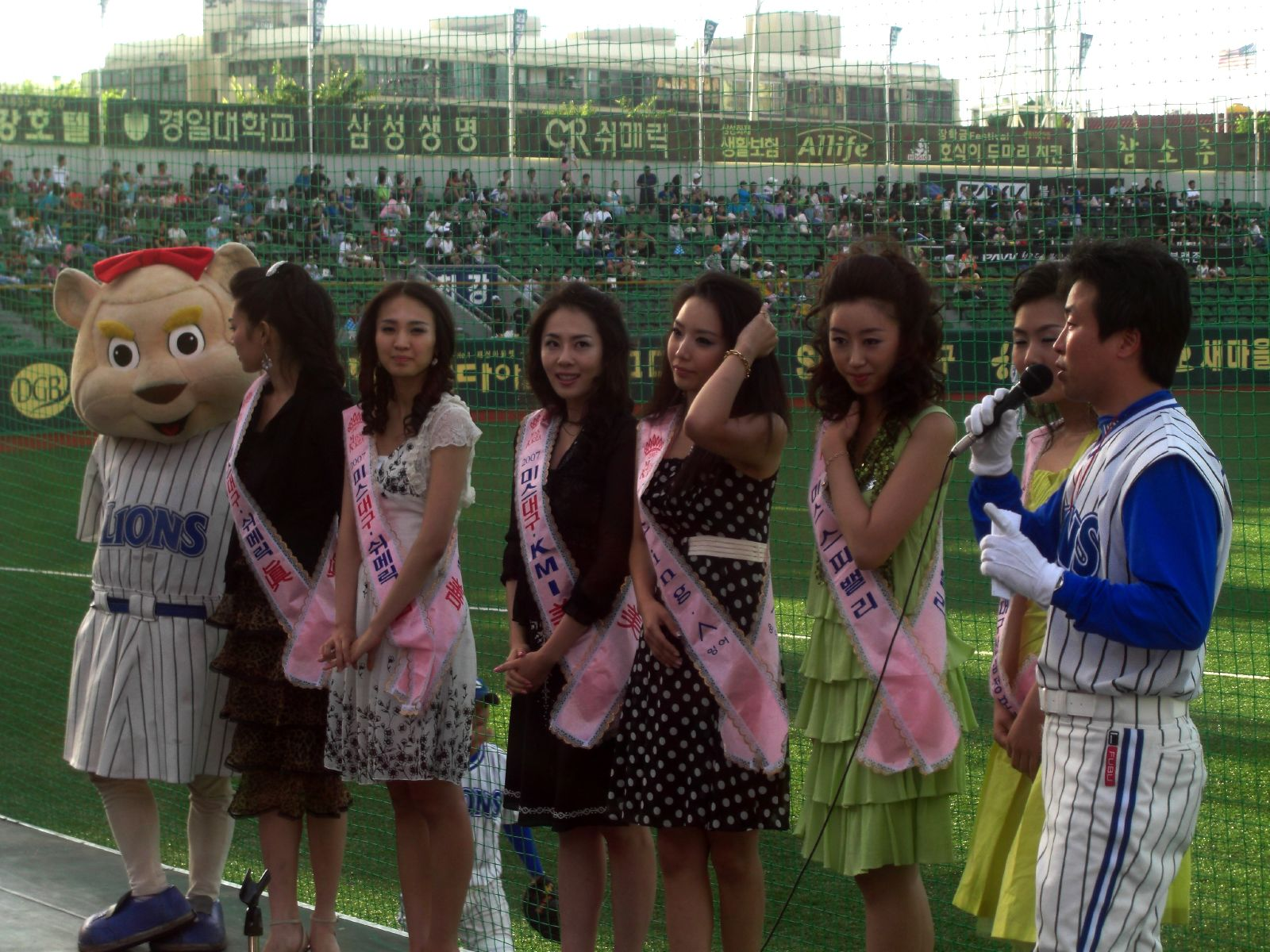
2007년 미스 대구 입상자들
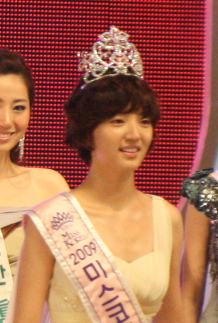
2009년 미스 대구 진 서은채(서은미), 2009년 미스코리아 선
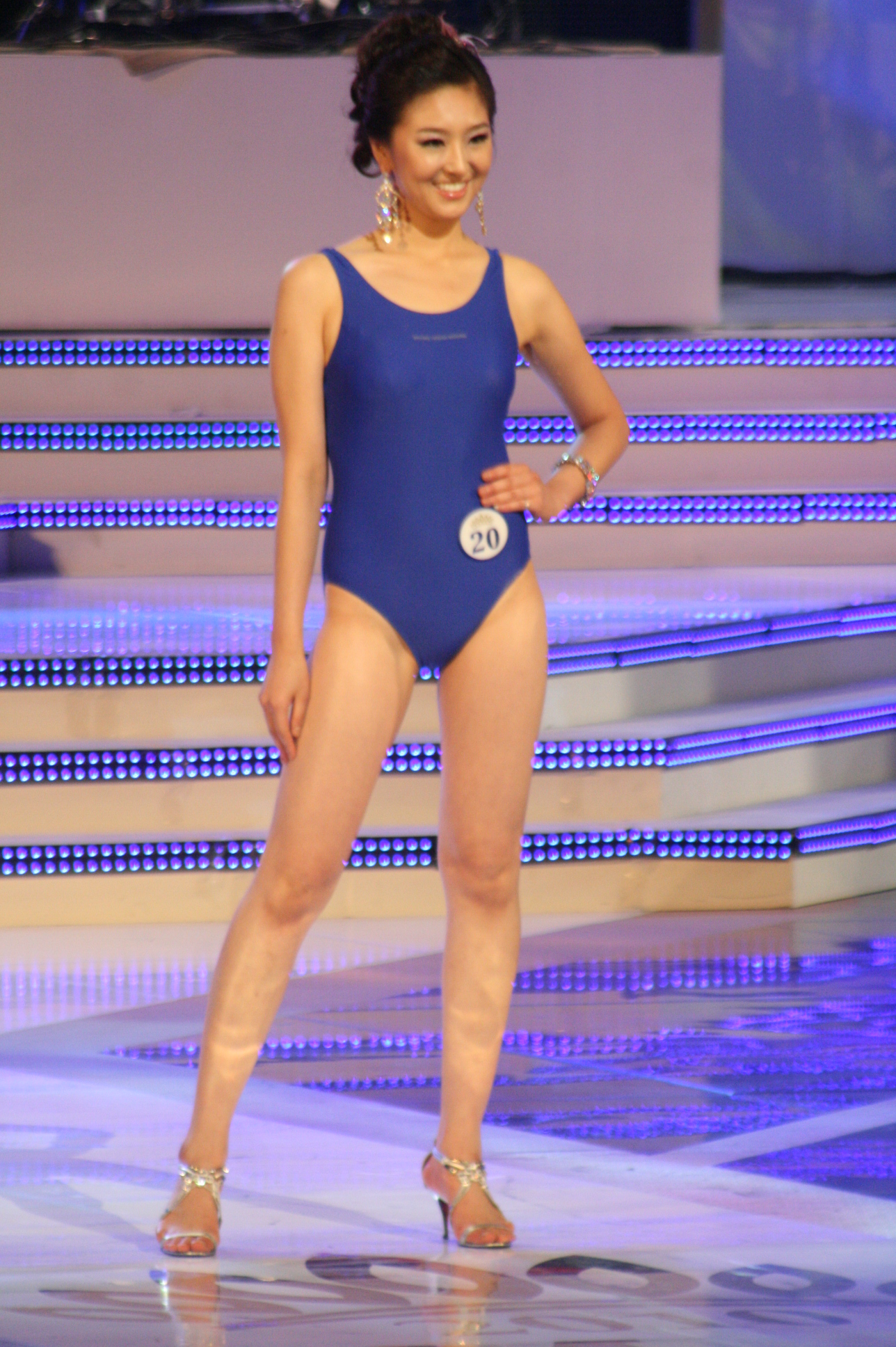
2010년 미스 대구 진 김혜림, 2010년 미스코리아 후보
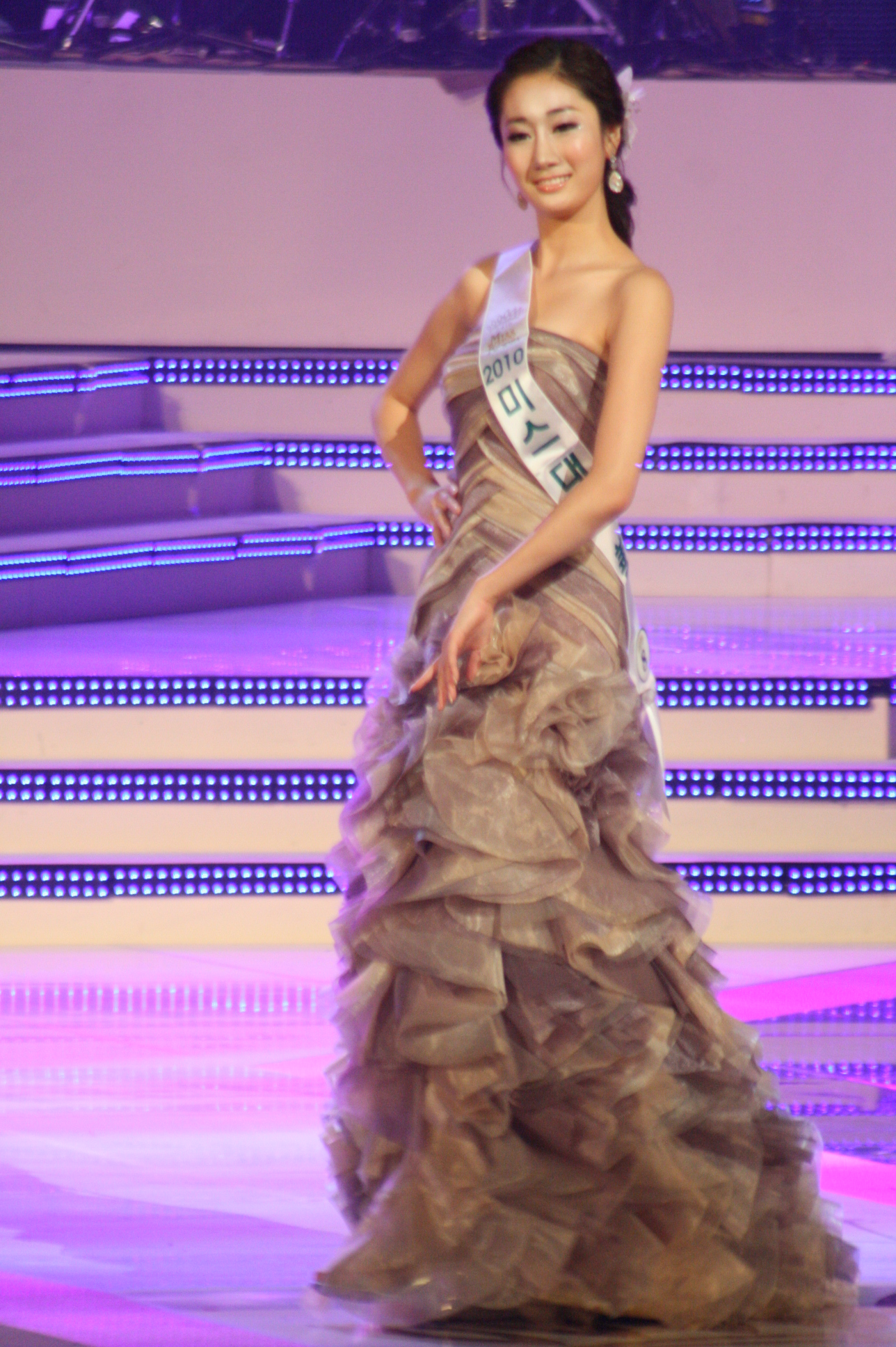
2010년 미스 대구 선 김하나, 2010년 미스코리아 후보
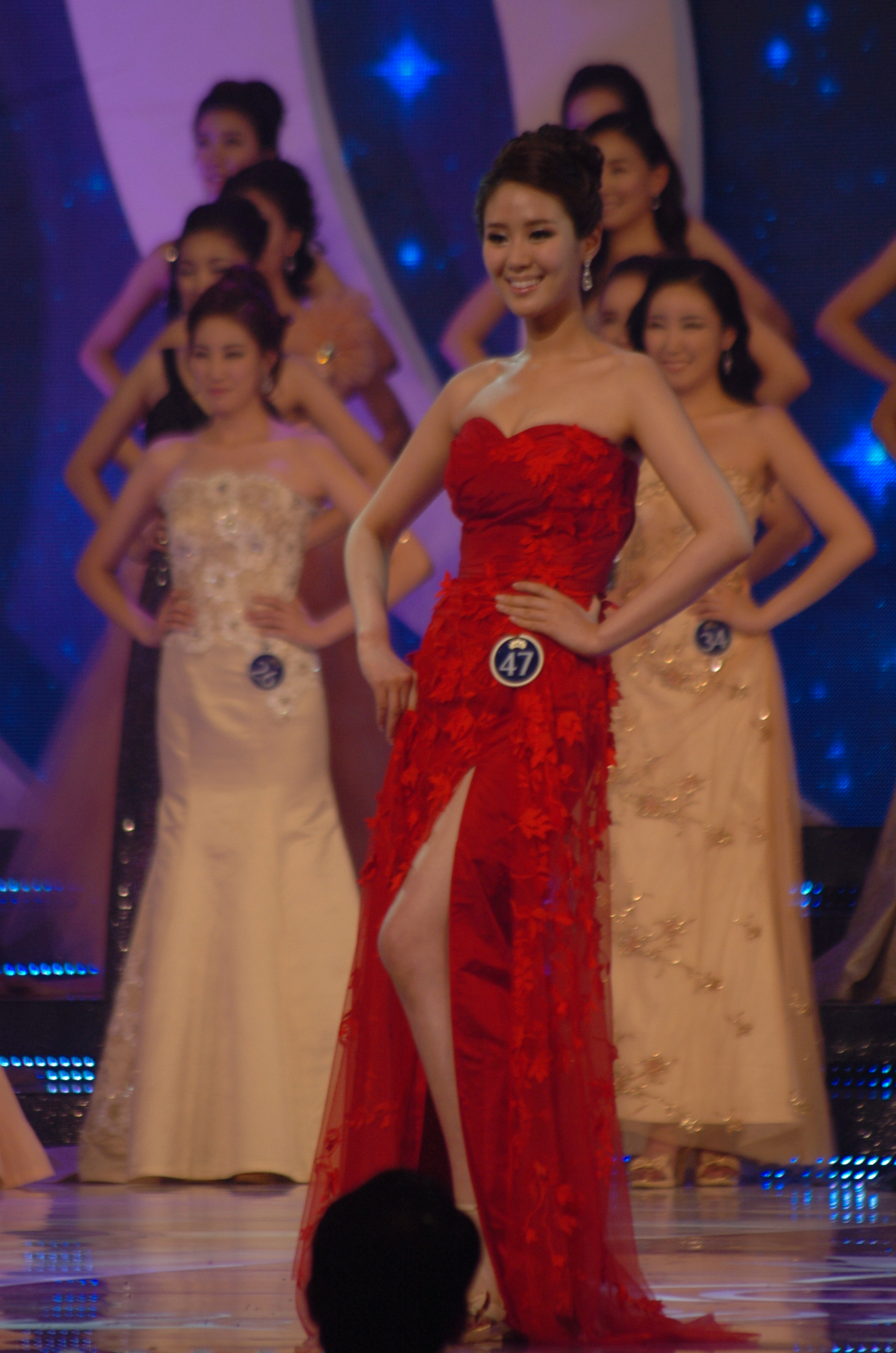
2012년 미스 대구 진 김나연, 2012년 미스코리아 미
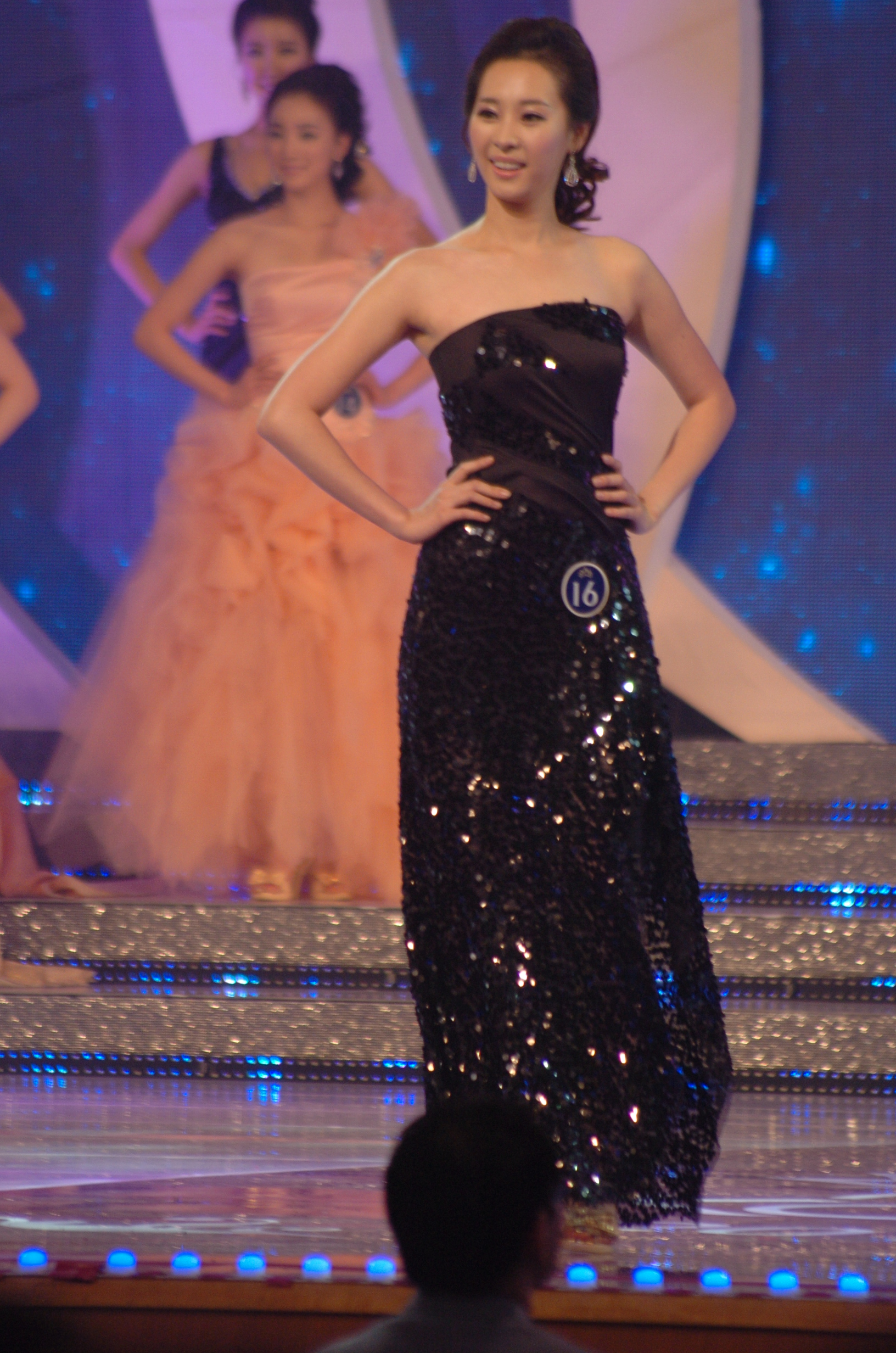
2012년 미스 대구 선 정영희, 2012년 미스코리아 후보
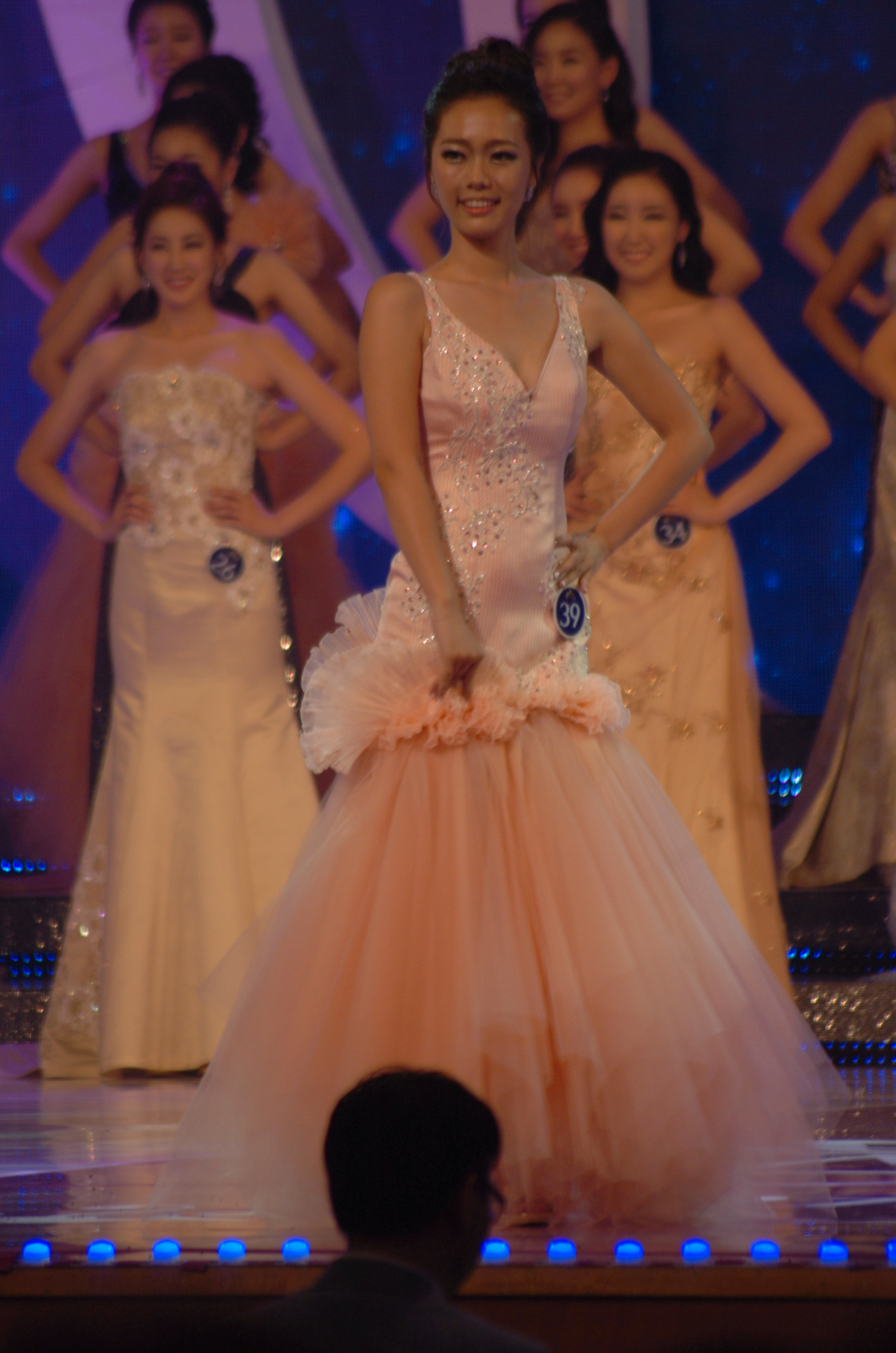
2012년 미스 대구 미 조서연(조선영), 2012년 미스코리아 후보
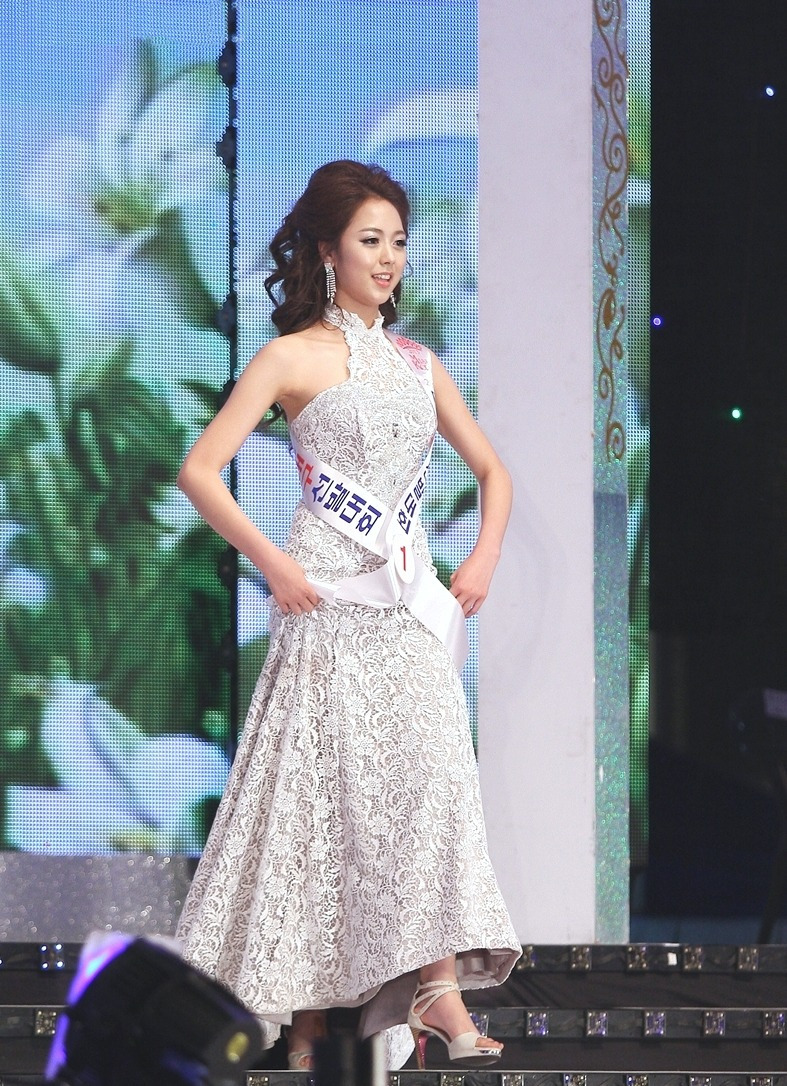
2013년 미스 대구 진 유예빈, 2013년 미스코리아 진
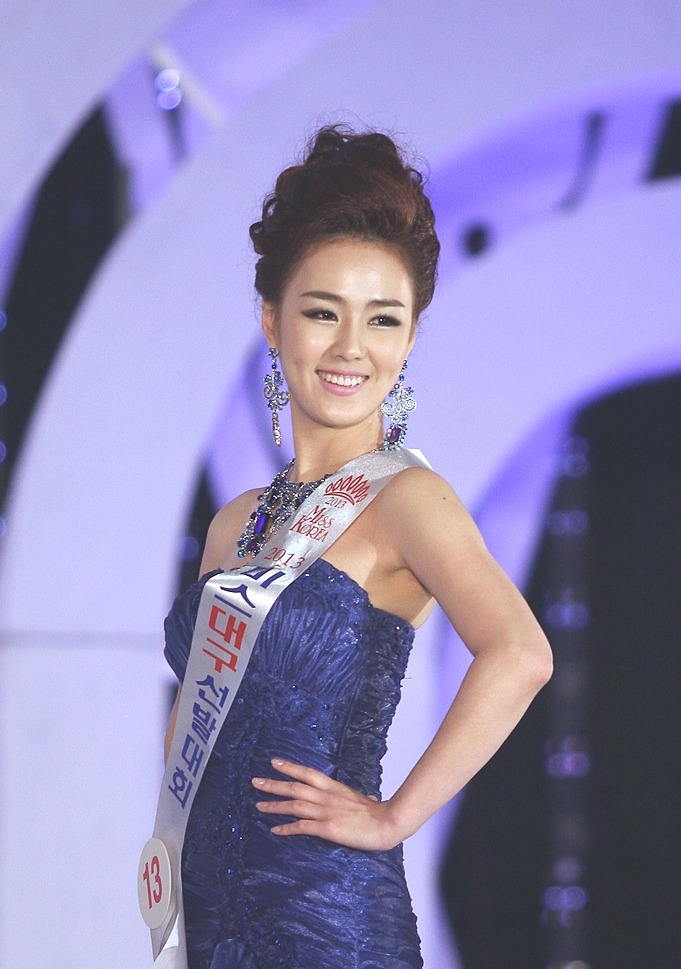
2013년 미스 대구 선 이소영, 2013년 미스코리아 후보
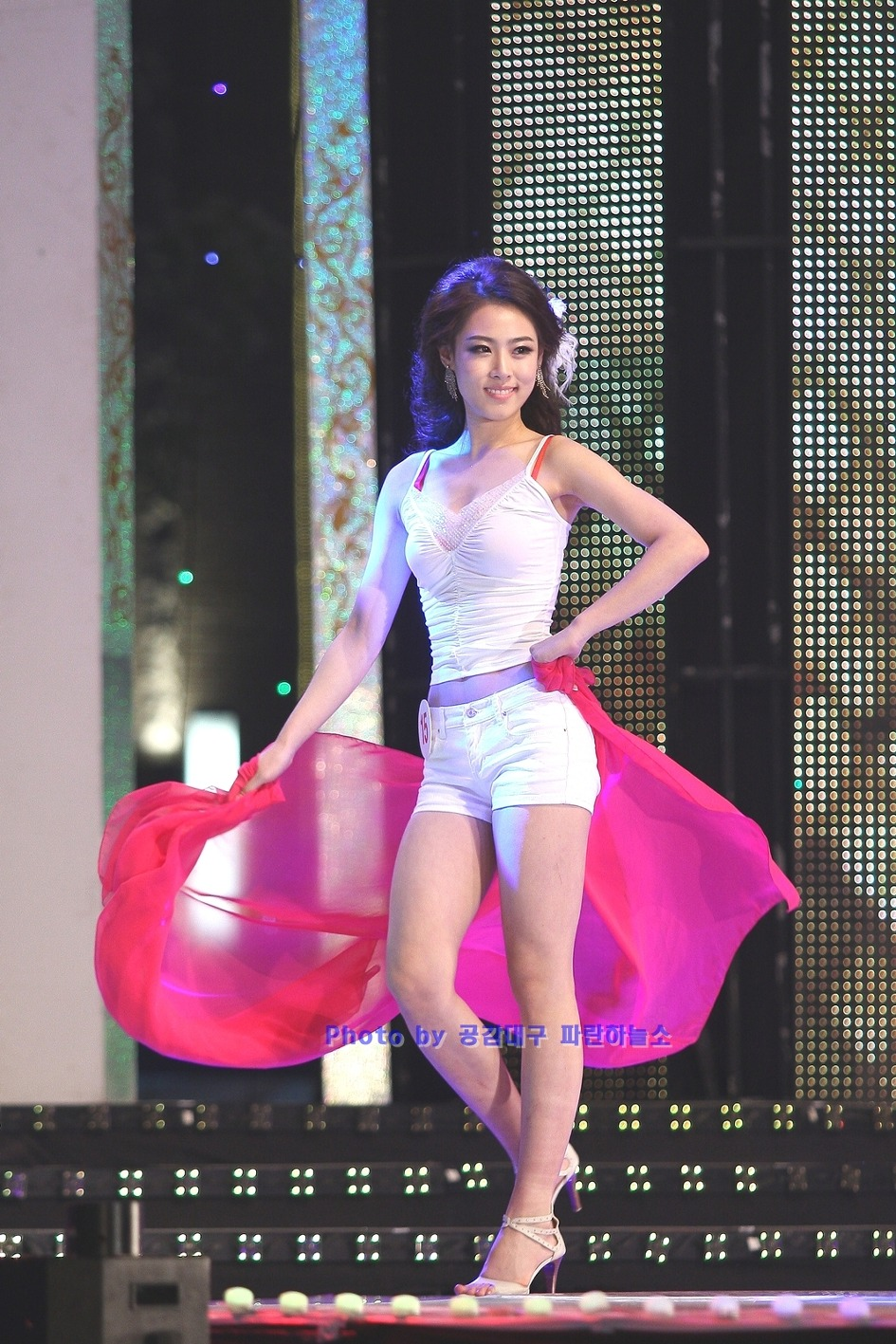
2013년 미스 대구 미 서은진, 2013년 미스코리아 후보
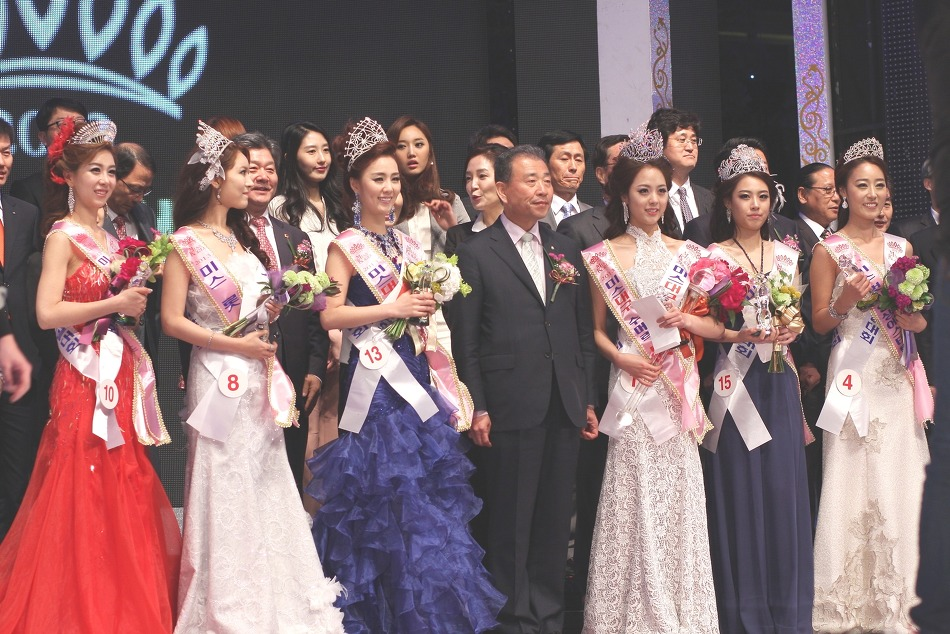
2013년 미스 대구 입상자들
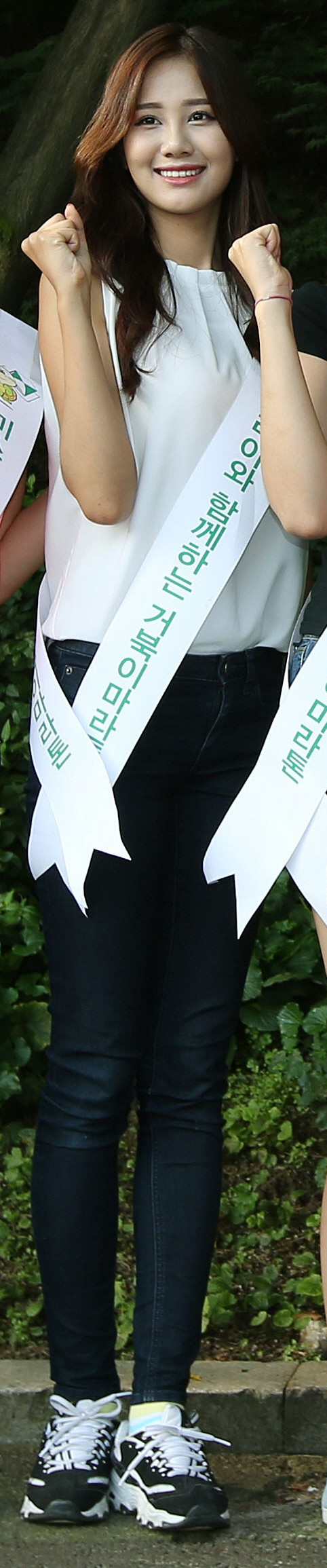
2014년 미스 대구 미 백지현, 2014년 미스코리아 미